# Rodrigo Pulpeiro
Rodrigo „Rolo“ Pulpeiro (* 5. Januar 1967 in Buenos Aires) ist ein  argentinischer Kameramann und Regisseur.
Pulpeiro wirkte 1989 als Koautor an dem Dokumentarfilm Desembarcos („Es gibt kein Vergessen“) mit. 1991 realisierte er als Drehbuchautor, Regisseur und Produzent den Kurzfilm Cielo de pez. Seit Anfang der 2000er Jahre ist er als Kameraoperateur, seit 2005 auch als Kameramann tätig. Unter anderem filmte er Emir Kusturicas Maradona-Porträt Die Hand Gottes (2008).

## Filmographie als Kameramann
- 2005: El tigre escondido (Regie: Luis Barone),
- 2006: La punta del diablo (Regie: Marcelo Pavan),

- 2008: High school musical: El desafío (Regie: Jorge Nisco),
- 2008: Die Hand Gottes – Emir Kusturica trifft Diego Maradona (Maradona by Kusturica) (Regie: Emir Kusturica),
- 2009: Papá por un día (Regie: Raúl Rodríguez Peila),
- 2009: Das Fischkind (El niño pez) (Regie: Lucía Puenzo),
- 2010: En la trinchera (Regie: Mausi Martínez),
- 2010: El cielo elegido (Regie: Victor González),
- 2010: Juntos para siempre (Regie: Pablo Solarz),
- 2011: Mujer Conejo (Regie: Verónica Chen),
- 2011: Las malas intenciones (Regie: Rosario Garcia-Montero),
- 2011: Chinese zum Mitnehmen (Un cuento Chino) (Regie: Sebastián Borensztein),
- 2014: Mord in Buenos Aires (Muerte en Buenos Aires ) (Regie: Natalia Meta)